# Heinz Blessmann
Heinz Blessmann (* 4. November 1927 in Oberhausen; † 3. März 2021 in Solingen) war ein deutscher Ingenieur. Er war Geschäftsführer der Deutschen Solvay Werke, Mitglied des Vorstandes der Kali-Chemie AG und Ehrensenator des Karlsruher Instituts für Technologie.

## Leben und Wirken
Heinz Blessmann ging nach dem Abitur 1947 zunächst in eine Betriebsschlosserlehre und legte 1950 die Facharbeiterprüfung ab. Anschließend begann er mit dem Studium für Chemieingenieurwesen und Verfahrenstechnik an der Universität Karlsruhe. Blessmann war von 1951 bis 1953 aktiv im Corps Saxonia Karlsruhe.
1950 begann seine Laufbahn zunächst als Betriebsassistent in der Sodafabrik Rheinberg der Deutsche Solvay GmbH und baute ab 1957 die Abteilung für Meß- und Regeltechnik auf. 1965 wurde er in die Hauptverwaltung nach Solingen berufen, wo er 1969 zum Prokuristen und 1972 zum Direktor der Hauptabteilung Technik und Chemie ernannt wurde. Ab 1977 war er Geschäftsführer der Deutsche Solvay GmbH und ab 1982 auch Mitglied des Vorstandes des Tochterunternehmens Kali-Chemie AG. In beiden Unternehmen optimierte er die Energieversorgung der Werke und trieb die Prozessautomatisierung voran. Unter seiner Federführung wurde ein Zentralbereich Technik und ein Bereich Umweltschutz und Sicherheit für alle Solvay-Werke in Deutschland geschaffen. 
Nach 35-jähriger Tätigkeit für die deutsche Solvay-Gruppe mit über 11.000 ging er 1990 in den Ruhestand.

## Ehrungen
- Ehrensenator der Universität Karlsruhe (1990)[4][5]
- Mitglied des Hauptausschusses im Verband der Chemischen Industrie (VCI) und Vorsitzender der Fachvereinigung Soda im VCI
- Belgischer Orden Croix de Chevalier de 1’Ordre de Leopold (1984)[6]